# Judasbrug

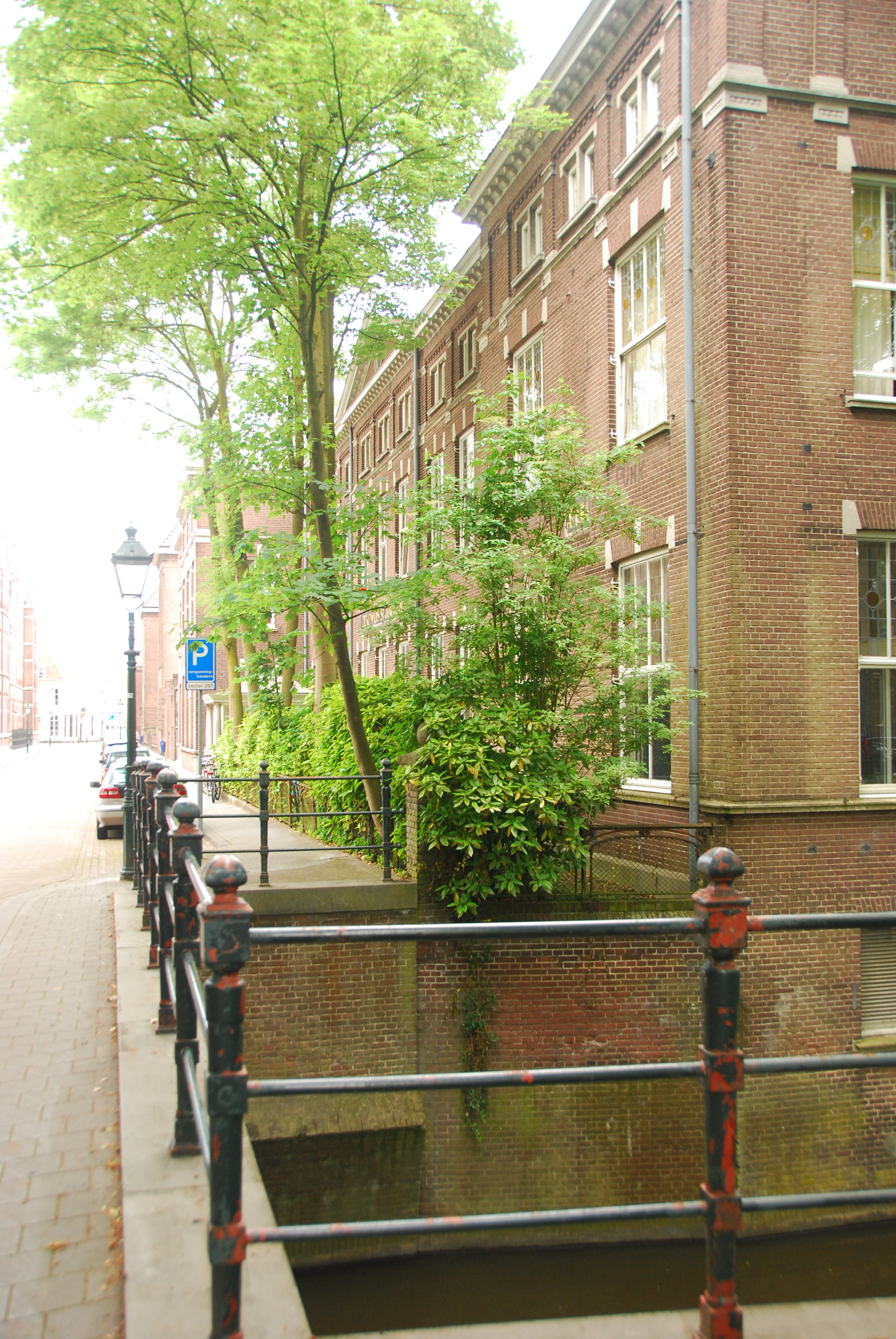
Brug aangrenzend het gebouw Johannes de Deo

De Judasbrug is een vaste brug bij het Nachtegaalslaantje in de binnenstad van 's-Hertogenbosch. De brug overspant De Groote Stroom, een zijstroom van de Binnendieze.
De brug wordt al in 1422 genoemd en in 1522 wordt er melding gemaakt van een latere brug. Er zijn aanzetten van de eerdere brug gevonden, maar ook van de riooluitmonding van de voormalige manege die hier heeft gestaan.